# Улица Маза Монету
Улица Маза Монету (латыш. Mazā Monētu iela, Малая Монетная) — улица в Риге, в историческом районе Старый город. Расположена между улицами Калькю и Шкюню. Длина улицы — 89 метров.

## История
Впервые указана в документах под 1393 годом как улица Маза Курпниеку. В 1846 году впервые наименована как Маза Монету (Малая Монетная). Название связано с монетным двором, который впервые упоминается в 1434 году.

## Достопримечательности
- д. 2 — Жилой дом (XVII—XVIII века, перестроен в 1873).
- д. 3 — Жилой дом с магазинами (XVIII век, перестроен в 1898 году, архитектор. Альфред Ашенкампф), ныне — Латвийская ассоциация открытых технологий[2].
- д. 5 — Жилой дом с магазинами (XVIII век, перестроен в 1922 году, архитектор Николай Херцберг).

Значительное место на улице занимает «Эгле» — площадка для отдыха на открытом воздухе с летними кафе.